# Ваш, Жозе Мариу
Жозе Мариу Ваш (порт. Jose Mario Vaz; род. 10 декабря 1957, Калеквуссе, Португальская Гвинея) — политический и государственный деятель Гвинеи-Бисау, президент Гвинеи-Бисау с июня 2014 по февраль 2020 года (с небольшим перерывом в июне 2019 года).

## Биография
Родился в пригороде Кашеу — Калеквуссе. Вскоре после получения независимости Гвинеи-Бисау уехал в бывшую метрополию изучать экономику. В 1982 году работал в качестве стажёра в Лиссабоне в Банке Португалии. По возвращении на родину вступил в партию ПАИГК. В 2004 году был избран мэром столицы Бисау.
Осенью 2009 года на пост президента страны вернулся Малам Бакай Санья, сформировавший новое правительство, в котором Жозе Мариу Ваш получил пост министра финансов. На этом посту он заслужил прозвище «человек 25-го числа» — за то, что без задержки, месяц за месяцем, 25-го числа служащим аккуратно выплачивалось жалование.
После кончины в начале 2012 года президента страны Санья и произошедшего в апреле государственного переворота Ваш был вынужден эмигрировать в Португалию.

Вернувшись в страну в феврале 2013 года, был арестован военными по обвинению в хищении 9 млн евро ангольской помощи, но отпущен на свободу уже через три дня.

## Президент
Принял решение участвовать в президентских выборах, назначенных на 13 апреля 2014 года. В первом туре занял первое место, получив 40,9 % голосов и вышел во второй тур со ставленником военных Нуно Гомешом Набиамом. Во втором туре 18 мая получил более 61,9 % голосов. Попытки Набиама оспорить результаты ни к чему не привели и 23 июня Ваш вступил в должность президента страны.
Через неделю после принесения присяги в качестве президента назначил лидера партии ПАИГК (которая выиграла парламентские выборы) Симойнша Домингуша Перейру новым главой правительства.
Однако в стране продолжал усугубляться кризис и из-за усиления разногласий с премьер-министром по вопросу распределения их обязанностей после перехода к гражданскому правлению 20 августа 2015 года правительство Перейру было распущено. Новым премьер-министром стал Басиру Джа, однако его кандидатура вызвала неодобрение среди некоторых членов правящей ПАИГК, которые призвали своих сторонников провести протесты на улицах столицы. В связи с этим уже через 20 дней был назначен новый премьер-министр Карлуш Коррейя, который трижды до этого уже занимал этот пост в 1991—1994, 1997—1998 и 2008 годах. Однако это правительство просуществовало немногим более полугода. 12 мая 2016 года оно было распущено.
После долгих консультаций и проволочек 27 мая новым премьер-министром страны вновь стал Басиру Джа.
В октябре 2016 года между противоборствующими сторонами при участии ЭКОВАС было подписано Конакрийское соглашение, предполагающее, как основу для разрешения конфликта, согласование кандидатуры премьера, которая устраивала бы всех. Соглашение, однако, не было выполнено президентом, который уже в ноябре назначил нового «несогласованного» с ПАИГК премьер-министра Эмбалу.
Эмбалу продолжал оставаться премьером до января 2018 года; всё это время на Ваша оказывалось давление со стороны ЭКОВАС. Наконец правительство было отправлено в отставку, а 31 января был назначен новый премьер — Артур Силва, кандидатура которого также не была согласована с оппозицией. Сразу же после объявления о назначении Силвы ЭКОВАС объявило о намерении ввести персональные санкции против политиков и чиновников, ответственных за раздувание кризиса. Санкции были введены в отношении 19 человек из окружения Ваша, однако, самого президента в списке не было. Только в апреле 2018 года, после угроз применения личных санкций против президента, главой правительства был назначен компромиссный кандидат — в прошлом уже занимавший пост премьера в 2005—2007 годах Аристидиш Гомиш.
В конце июня 2019 года у него заканчивались президентские полномочия. Весной 2019 года он принял решение принять участие в очередных президентских выборах в стране. По целому ряду обстоятельств президентские выборы в стране не состоялись и 27 июня он заявил, что оставляет этот пост, чтобы не нарушать Конституцию страны. Однако через два дня он по требованию ЭКОВАС вернулся на президентский пост. Незадолго до первого тура президентских выборов (которые прошли в ноябре) президент сменил главу правительства, назначив на этот пост Фауштину Имбали. Однако через полторы недели вернул прежнего главу правительства.
В ходе президентских выборов, прошедших в конце ноября 2019 года, не сумел пройти во 2-й тур, заняв лишь четвёртое место (69 тысяч голосов, 12,4 %). 27 февраля 2020 года оставил должность президента страны, передав её новоизбранному президенту Умару Сисоку Эмбало.

## Семья
Жозе Мариу Ваш женат и имеет трёх детей.

## Награды
- Орден Мухамадийя (Марокко, 31 мая 2015)[9]